# NOBUNAGA〈信長〉-下天の夢-
『NOBUNAGA〈信長〉－下天の夢－』（のぶなが げてんのゆめ）は、宝塚歌劇団のミュージカル作品。正式タイトルは、ロック・ミュージカル『NOBUNAGA〈信長〉－下天の夢－』。作・演出担当は大野拓史。

## 概要
2016年6月10日から7月18日（新人公演は6月28日）に宝塚大劇場、同年8月5日から9月4日（新人公演は8月18日）まで東京宝塚劇場にて、月組により上演された。
乱世の戦国時代を駆け抜け、天下統一を目前としながら炎の中に散った織田信長の生涯を、信長に夢を抱き、愛し、戦った同時代の群像と共に描く、ロック・ミュージカル。併演はシャイニング・ショー『Forever LOVE!!』。なお、本公演は龍真咲のサヨナラ公演となる。

## 主な配役
本公演
- 織田信長：龍真咲
- 帰蝶：愛希れいか
- ロルテス：珠城りょう
- 足利義昭：沙央くらま（専科）
- フランシスコ・カブラル：飛鳥裕
- 佐久間信盛の妻：憧花ゆりの
- 小宰相局：萌花ゆりあ
- 佐久間信盛：綾月せり
- 今川義元：光月るう
- 菅屋長頼の妻：夏月都
- 明智光秀：凪七瑠海
- 豊臣秀吉：美弥るりか
- 池田恒興：響れおな
- 浅井長政：宇月颯
- 池田恒興の妻：玲実くれあ
- 毛利良勝：紫門ゆりや
- マリアンナ：白雪さち花
- 菅屋長頼：貴千碧
- 柴田勝家：有瀬そう
- あざみ：咲希あかね
- グネッキ・ソルディ・オルガンティノ：千海華蘭
- 弥助：貴澄隼人
- さこの方：真愛涼歌
- まつ：花陽みら
- 佐々成政：輝城みつる
- 山田新右衛門：翔我つばき
- ねね：早乙女わかば
- 細川藤孝：煌海ルイセ
- 毛利良勝の妻：香咲蘭
- 加藤弥三郎の妻：夢羽美友
- 妻木／森蘭丸：朝美絢
- 前田利家：輝月ゆうま
- 小式部：楓ゆき
- あおい：晴音アキ
- 三淵藤英：優ひかる
- かすみ：早桃さつき
- 大弐：美里夢乃
- 長谷川橋介：春海ゆう
- 加藤弥三郎：夢奈瑠音
- きく：茜小夏
- 佐々成政の妻：叶羽時
- つつじ：桜奈あい
- ロレンソ了斎：颯希有翔
- ルイス・フロイス：蒼矢朋季
- 織田信行：蓮つかさ
- お市：海乃美月
- 二条晴良：佳城葵
- 中将：姫咲美礼
- 佐脇良之：暁千星
- さつき：麗泉里
- つばき：紫乃小雪

新人公演
- 織田信長：暁千星
- 帰蝶：紫乃小雪
- ロルテス：輝生かなで
- 足利義昭：蓮つかさ
- フランシスコ・カブラル／山田新右衛門：蒼瀬侑季
- 佐久間信盛の妻：桜奈あい
- 小宰相局：麗泉里
- 佐久間信盛：蒼矢朋季
- 今川義元：颯希有翔
- 菅屋長頼の妻：ひいな凜
- 明智光秀：夢奈瑠音
- 豊臣秀吉：春海ゆう
- 池田恒興：音風せいや
- 浅井長政：英かおと
- 池田恒興の妻：陽海ありさ
- 毛利吉勝：蒼真せれん
- マリアンナ：茜小夏
- 菅屋長頼：蘭尚樹
- 柴田勝家：周旺真広
- あざみ：姫咲美礼
- グネッキ・ソルディ・オルガンティノ：佳城葵
- 弥助：風間柚乃
- さこの方：桃歌雪
- まつ：美園さくら
- 佐々成政：天紫珠李
- ねね：叶羽時
- 細川藤孝：紫咲樹れの
- 毛利吉勝の妻：夏風季々
- 加藤弥三郎の妻：花時舞香
- 妻木：海乃美月
- 前田利家：朝霧真
- 小式部：妃純凜
- あおい：清華蘭
- 三淵藤英：朝陽つばさ
- かすみ：菜々野あり
- 長谷川橋助：礼華はる
- 加藤弥三郎：一星慧
- きく：天愛るりあ
- 佐々成政の妻：佳乃百合香
- つつじ：摩耶裕
- ロレンソ了斎：甲海夏帆
- ルイス・フロイス：新斗希矢
- 織田信行：空城ゆう
- お市：結愛かれん
- 二条晴良：蘭世惠翔
- 佐脇良之：彩音星凪
- 万見仙千代：大楠てら

## スタッフ
- 作・演出：大野拓次
- 作曲・編曲：太田健、高橋恵
- 音楽指揮：西野淳
- 振付：若央りさ、山村友五郎、平澤智
- 擬闘：清家三彦
- 装置：新宮有紀
- 衣装：有村淳
- 照明：氷谷信雄
- 音響：大坪正仁
- 小道具：太田遼
- 歌唱指導：KIKO
- 制作著作：宝塚歌劇団
- 主催：阪急電鉄
- 特別協賛：かんぽ生命保険